# Делессер, Бенжамен
Жюль Поль Бенжамен Делессер (фр. Jules Paul Benjamin Delessert, 14 февраля 1773 — 1 марта 1847) — французский ботаник, малаколог, натуралист (естествоиспытатель), предприниматель, банкир, политик, филантроп, коллекционер и артиллерийский офицер.  

## Биография
Жюль Поль Бенжамен Делессер родился в городе Лион 14 февраля 1773 года.
Делессер был одним из самых блестящих людей своего времени. Он был одарён острым умом, большим любопытством и самоотверженностью. В подростковом возрасте Жюль Поль Бенжамен Делессер был отправлен в Англию, где он встретился с такими видными деятелями, как философ Дэвид Юм, экономист Адам Смит и физик Джеймс Уатт.
Его блестящая военная карьера началась с революции во Франции.
Делессер руководил разработкой сложных машин, которые позволяли извлечь сахар из свеклы. За разработку этих усовершенствованных машин Наполеон сделал его бароном.
В 1818 году с целью помочь наиболее бедным он создал с помощью других банкиров сберегательные кассы и фонды социального обеспечения.
В течение всей своей жизни он проявлял большой интерес к ботанике и малакологии. Делессер собрал крупнейший гербарий из 86 000 видов растений и очень большую коллекцию раковин, состоящую из 150 000 раковин.
Жюль Поль Бенжамен Делессер умер в Париже 1 марта 1847 года в возрасте 74 лет.

## Научные работы
- Recueil de coquilles décrites par Lamarck (1841 ff.).
- Des avantages de la caisse d'épargne et de prévoyance (1835).
- Les bons exemples, nouvelle morale en action (3. Ausg. 1867).
- Guide du bonheur (1839, 4. Aufl. 1855).